# الفساد في ماليزيا
الفساد في ماليزيا، وفقا لمسح أجرته منظمة الشفافية الدولية عام 2013، فإن غالبية الأسر التي شملها الاستطلاع رأت أن الأحزاب السياسية في ماليزيا فاسدة للغاية. يعتبر ربع الأسر التي شملها الاستطلاع أن جهود الحكومة في مكافحة الفساد غير فعالة.
يصنف مؤشر مدركات الفساد لعام 2017 الصادر عن منظمة الشفافية الدولية ماليزيا في المرتبة 62 من بين 180 دولة حول العالم.
يكشف رجال الأعمال الذين شملهم الاستطلاع في تقرير التنافسية العالمية للمنتدى الاقتصادي العالمي 2013-2014 أن السلوكيات غير الأخلاقية للشركات تشكل عائقا أمام ممارسة الأعمال التجارية في ماليزيا، حيث أن العقود الحكومية والصفقات العمومية تُمنح أحيانا لشركات ذات ارتباطات دون مناقصة مفتوحة.

## مؤشر مدركات الفساد
يمثل الفساد قضية في ماليزيا، بالرغم من أنه أقل انتشارا مقارنة بالبلدان الأخرى في منطقة جنوب شرق آسيا. في مؤشر مدركات الفساد لعام 2014 الصادر عن منظمة الشفافية الدولية حصلت ماليزيا على درجة فساد قدرها 52 من أصل 100 (درجات عالية أقل فسادا)؛ مما يجعل ماليزيا ثاني «أنظف» بلد في جنوب شرق آسيا، وفي المرتبة التاسعة من بين 28 دولة في آسيا والمحيط الهادئ وفي المركز 50 من أصل 175 دولة تم تقييمها في جميع أنحاء العالم.
في مؤشر مدركات الفساد لعام 2015، حصلت ماليزيا على درجة فساد قدرها 50 من أصل 100. احتلت ماليزيا المرتبة 54 عالميا والمرتبة الثانية في جنوب شرق آسيا بعد سنغافورة (تحتل المرتبة الأولى في جنوب شرق آسيا والثامنة عالميا)، وأتت تايلاند فقد احتلت المرتبة الثالثة في جنوب شرق آسيا وال76 عالميا، إندونيسيا في المرتبة الرابعة في جنوب شرق آسيا وال88 عالميا)، الفلبين الخامسة في جنوب شرق آسيا وال95 عالميا، وفيتنام (المرتبة الخامسة في جنوب شرق آسيا، و112 عالميا).
منظمة الشفافية الدولية تدرج تحديات ماليزيا الرئيسية في مجال الفساد على النحو التالي:
- تمويل الحملات السياسية: لا تقتصر التبرعات المقدمة إلى الأحزاب السياسية والمرشحين في ماليزيا على الشركات والأفراد. كما أن الأحزاب السياسية ليست ملزمة قانونًا بالإبلاغ عن الأموال التي تنفق أثناء الحملات الانتخابية. بالنظر للمشهد السياسي في ماليزيا، فإن الحزب الحاكم لأكثر من 55 عامًا لديه أموال أكثر بشكل كبير من الأحزاب الأخرى، وهذا يؤثر بشكل غير عادل على الحملات في الانتخابات الفيدرالية وانتخابات الولايات ويمكن أن يعطل الأداء العام للنظام السياسي الديمقراطي.
- «الباب الدوار»: ينتقل الأفراد بانتظام بين العمل في القطاعين العام والخاص في ماليزيا. مثل هذه الظروف - المعروفة باسم «الباب الدوار» - تسمح بمشاركة الحكومة الفعالة في الاقتصاد والعلاقات بين القطاعين العام والخاص لتصبح بعيدة المنال. إن خطر الفساد كبير وتصبح التفاعلات بين القطاعين العام والخاص صعبة، مما يسمح بحدوث فساد مع الإفلات من العقاب. هناك عامل آخر يبرز مدى الغموض بين القطاع العام وملكية الشركات الخاصة وهو أن ماليزيا تعد أيضًا مثالا نادرا لبلد لا تقتصر فيه الأحزاب السياسية على امتلاك الشركات التجارية.
- الولوج إلى المعلومات: اعتبارا من أبريل 2013، لا يوجد قانون اتحادي لحرية المعلومات في ماليزيا. على الرغم من أن سلاغور وبينانق هما الولايتان الماليزيتان الوحيدتان من بين ثلاث عشرة ولاية الذين أقروا تشريعات بخصوص حرية المعلومات، إلا أن هذه التشريعات لا تزال مقيدة. إذا تمت صياغة قانون اتحادي لحرية المعلومات، فسيتعارض مع قانون الأسرار الرسمية - حيث يمكن تصنيف أي وثيقة رسميا على أنها سرية، مما يجعلها معفية من وصول العامة لها وأيضا من المراجعة القضائية. تحظر قوانين إضافية مثل قانون المطابع والمنشورات، وقانون الفتنة لعام 1949 (الذي تم استبداله لاحقا بقانون الوئام الوطني)، وقانون الأمن الداخلي لعام 1969 أيضا نشر المعلومات الرسمية، ويمكن أن يواجه الجناة غرامات أو حتى عقوبات سجنية.[4] ماليزيا تعاني من سرقة الشركات لحقوق الملكية الفكرية.[7] تنتشر في ماليزيا شركات تقوم بإنتاج سلع مزيفة ومزورة بما في ذلك منتجات تكنولوجيا المعلومات وقطع غيار السيارات وغيرها.[7]

## الفساد في التعامل مع الهجرة
على الرغم من الإجراءات الدورية التي اتخذتها الحكومة للقضاء على الفساد التافه في إدارة الهجرة، إلا أن أخذ الرشاوى وإصدار التأشيرات المزورة لا زال قائما، لا سيما بين ضباط الهجرة في مطار كوالالمبور الدولي. في بيان صادر في ديسمبر 2016 للصحافة الماليزية، قدّر نائب رئيس الوزراء أحمد زاهد ساميدي أن أكثر من 1500 من ضباط الهجرة العاملين في مطار كوالالمبور الدولي شاركوا في مجموعة من الممارسات الفاسدة، بما في ذلك إصدار تأشيرات مزورة، العبث ببيانات إدارة الهجرة والتواطؤ مع وكلاء الاتجار بالبشر.

## الهيئة الماليزية لمكافحة الفساد

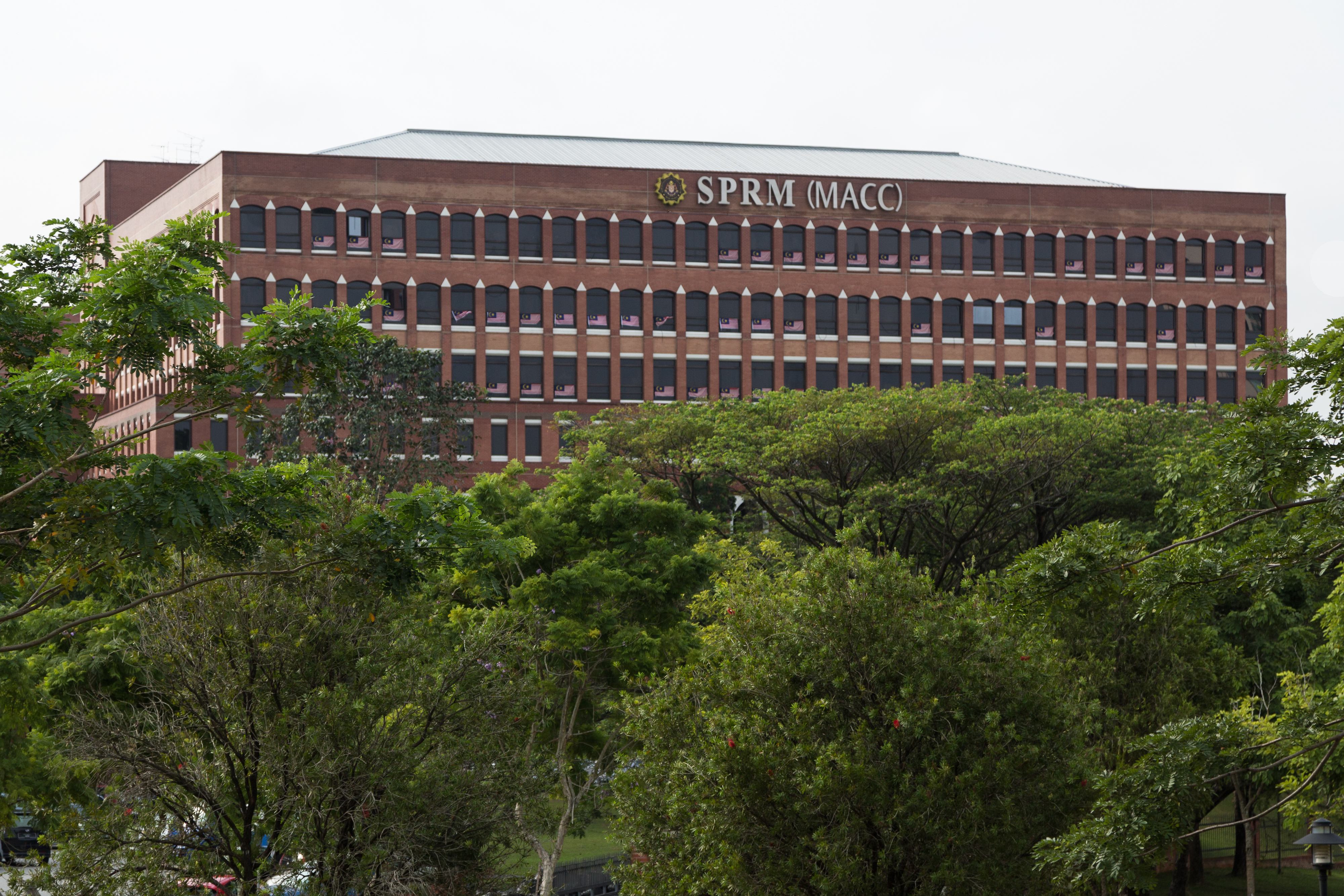
الهيئة الماليزية لمكافحة الفساد

هيئة مكافحة الفساد الماليزية (MACC) هي وكالة حكومية في ماليزيا تقوم بالتحقيق في جرائم الفساد في القطاعين العام والخاص. تم تشكيل الهيئة على غرار وكالات مكافحة الفساد الكبرى، مثل لجنة هونغ كونغ المستقلة لمكافحة الفساد ولجنة نيو ساوث ويلز المستقلة لمكافحة الفساد بأستراليا.
يرأس الهيئة الماليزية لمكافحة الفساد حاليا كبير المفوضين داتوك دزلكفلي أحمد. تم تعيينه في 1 أغسطس 2016 ليحل محل الرئيس المفوض السابق تان سري أبو قاسم محمد. وبالمثل، تخضع الهيئة حاليا لإدارة رئيس الوزراء.
في 3 يوليو 2018، تم القبض على رئيس الوزراء السابق نجيب رزاق من قبل لجنة مكافحة الفساد الماليزية (MACC) للتحقيق في كيفية تحويل 42 مليون رينغيت ماليزي (10.6 مليون دولار أمريكي) من سي أر سي الدولية إلى حساب نجيب المصرفي. صادرت الشرطة 1400 قلادة و 567 حقيبة يد و 423 ساعة و 2200 حلقة و 1600 دبوس و 14 تاج بقيمة 273 مليون دولار.

## الصفقات مع الصين
مولت الصين في ماليزيا مشاريع بقيمة 22 مليار دولار خلال حقبة رئيس الوزراء السابق نجيب رزاق. في 31 مايو 2014، قام رئيس الوزراء آنذاك نجيب رزاق بزيارة دولة للصين حيث استقبله رئيس مجلس الدولة الصيني لي كه تشيانغ. تعهدت الصين وماليزيا بزيادة قيمة التبادل التجاري بين البلدين إلى 160 مليار دولار بحلول عام 2017 ورفع مستوى التعاون الاقتصادي والمالي، لا سيما في إنتاج الأغذية الحلال ومعالجة المياه وبناء السكك الحديدية والموانئ.
بعد تنصيبه في عام 2018، ألغى رئيس الوزراء الحالي مهاتير محمد مشاريع بقيمة حوالي 2.8 مليار دولار مع مكتب خطوط أنابيب النفط الصينية لأنابيب النفط والغاز، وقال إن ماليزيا لن تكون قادرة على سداد التزاماتها. صرح محمد كذلك أن بعض التمويلات من بنك إكسيم الصيني قد تم اختلاسها وهي جزء من فضيحة 1MDB.
انتقد كل من مهاتير محمد ووزير المالية الماليزي ليم غوان إنج هذه المشروعات، قائلين أنها كانت باهظة الثمن وغير ضرورية وغير مفيدة وغير قادرة على المنافسة وسرية وتم إجراؤها دون إشراف عام. كما اشتكى السكان المحليون في مدينة ملقا من أن الميناء لم يكن بحاجة إليه وأن الشركة الصغيرة التي حصلت على العقد كانت لها علاقات بالحزب الحاكم سابقا حزب المنظمة الوطنية المتحدة للملايو (UMNO).